# Erula
Erula là một đô thị ở tỉnh Sassari trong vùng Sardinia, có khoảng cách khoảng 180 km về phía bắc của Cagliari và cách khoảng 35 km về phía đông của Sassari. Tại thời điểm ngày 31 tháng 12 năm 2004, đô thị này có dân số 807 người và diện tích là 40,1 km².
Đô thị Erula có các frazioni (các đơn vị cấp dưới, chủ yếu là các làng) Sa Mela and Tettile.
Erula giáp các đô thị: Chiaramonti, Ozieri, Perfugas, Tempio Pausania, Tula.